# The Roving Kind
«The Roving Kind» (укр. Мандрівний вид) — американська популярна пісня 1950 року Джессі Кавано та Арнольда Стентона, записана лейблом The Richmond Organisation.

## Історія
Пісня була адаптована з британської народної пісні «The Pirate Ship». «The Roving Kind» розповідає про дівчину-мандрівницю. 
Найвідоміша версія була записана Ґаєм Мітчеллом у 1950 році, яка досягла четвертого місця в Billboard у грудні того ж року. Тоді ж сингл досяг шостого місця в чартах Cashbox.
Пісню вперше записав американський фолкгурт The Weavers. Жартівлива версія Мітчелла дотримувалася оригінального стилю морського співу.